# Freddie Blassie
Frederick Kenneth Blassie (8. februar 1918 – 2. juni 2003), bedre kendt som "Classie" Freddie Blassie, var en amerikansk professionel wrestler og manager.